# テトラヒメナ
テトラヒメナ（学名：Tetrahymena）は水中に生息する繊毛虫の属の一つ。洋梨型の形態をしており、体長は 30-100 μm 程度。多数の繊毛が生えており、これによって運動する。細胞内には収縮胞がある。細胞核は大核と小核にわかれており、小核は生殖核とも呼ばれる。小核は通常の染色体数をもち、細胞分裂のたびに受け継がれてゆく。大核は多細胞生物でいうと体細胞のような役割をしており、多倍体として生活に必要な遺伝子のコピー数を増やしている。大核には染色体の末端が多数存在するため、テロメア研究のモデル生物として用いられた。また触媒機能をもつ RNAリボザイムもテトラヒメナにおいて初めて発見された。
テトラヒメナ属の種
- T. hegewischi
- T. hyperangularis
- T. malaccensis
- T. pigmentosa
- T. pyriformis
- T. thermophila